# 2009-es Formula–1 szingapúri nagydíj
A szingapúri nagydíj volt a 2009-es Formula–1 világbajnokság tizennegyedik versenye. 2009. szeptember 25-e és 27-e között rendezték meg a Singapore Street Circuit-en, Szingapúrban.

## Szabadedzések

### Első szabadedzés
A szingapúri nagydíj első szabadedzését szeptember 25-én, pénteken tartották, helyi idő szerint 18:00 és 19:30 között, azaz közép-európai idő szerint 12:00 és 13:30 óra között.
| Helyezés | Versenyző            | Csapat/Motor         | Elért idő | Különbség | Futott kör |
| -------- | -------------------- | -------------------- | --------- | --------- | ---------- |
| 1        | Rubens Barrichello   | Brawn-Mercedes       | 1:50,179  | −         | 19         |
| 2        | Jenson Button        | Brawn-Mercedes       | 1:50,356  | + 0,177   | 22         |
| 3        | Mark Webber          | Red Bull-Renault     | 1:50,416  | + 0,237   | 21         |
| 4        | Fernando Alonso      | Renault              | 1:50,567  | + 0,388   | 16         |
| 5        | Sebastian Vettel     | Red Bull-Renault     | 1:50,614  | + 0,435   | 16         |
| 6        | Heikki Kovalainen    | McLaren-Mercedes     | 1:50,699  | + 0,520   | 21         |
| 7        | Lewis Hamilton       | McLaren-Mercedes     | 1:50,715  | + 0,536   | 17         |
| 8        | Robert Kubica        | BMW Sauber           | 1:50,815  | + 0,636   | 15         |
| 9        | Kimi Räikkönen       | Ferrari              | 1:50,865  | + 0,686   | 19         |
| 10       | Nakadzsima Kazuki    | Williams-Toyota      | 1:51,089  | + 0,910   | 25         |
| 11       | Nico Rosberg         | Williams-Toyota      | 1:51,427  | + 1,248   | 23         |
| 12       | Adrian Sutil         | Force India-Mercedes | 1:51,544  | + 1,365   | 14         |
| 13       | Sébastien Buemi      | Toro Rosso-Ferrari   | 1:51,643  | + 1,464   | 28         |
| 14       | Nick Heidfeld        | BMW Sauber           | 1:51,656  | + 1,477   | 15         |
| 15       | Timo Glock           | Toyota               | 1:52,083  | + 1,904   | 20         |
| 16       | Jarno Trulli         | Toyota               | 1:52,135  | + 1,956   | 20         |
| 17       | Giancarlo Fisichella | Ferrari              | 1:52,390  | + 2,211   | 24         |
| 18       | Vitantonio Liuzzi    | Force India-Mercedes | 1:52,905  | + 2,726   | 23         |
| 19       | Jaime Alguersuari    | Toro Rosso-Ferrari   | 1:53,232  | + 3,053   | 25         |
| 20       | Romain Grosjean      | Renault              | 1:53,458  | + 3,279   | 9          |

### Második szabadedzés
A szingapúri nagydíj második szabadedzését szeptember 25-én, pénteken tartották, helyi idő szerint 21:30 és 23:00 között, azaz közép-európai idő szerint 15:30 és 17:00 óra között.
| Helyezés | Versenyző            | Csapat/Motor         | Elért idő | Különbség | Futott kör |
| -------- | -------------------- | -------------------- | --------- | --------- | ---------- |
| 1        | Sebastian Vettel     | Red Bull-Renault     | 1:48,650  | −         | 31         |
| 2        | Fernando Alonso      | Renault              | 1:48,924  | + 0,274   | 27         |
| 3        | Heikki Kovalainen    | McLaren-Mercedes     | 1:48,952  | + 0,302   | 30         |
| 4        | Nick Heidfeld        | BMW Sauber           | 1:49,098  | + 0,448   | 31         |
| 5        | Jenson Button        | Brawn-Mercedes       | 1:49,311  | + 0,661   | 34         |
| 6        | Mark Webber          | Red Bull-Renault     | 1:49,317  | + 0,667   | 14         |
| 7        | Nico Rosberg         | Williams-Toyota      | 1:49,333  | + 0,683   | 33         |
| 8        | Timo Glock           | Toyota               | 1:49,342  | + 0,692   | 30         |
| 9        | Lewis Hamilton       | McLaren-Mercedes     | 1:49,358  | + 0,708   | 28         |
| 10       | Robert Kubica        | BMW Sauber           | 1:49,609  | + 0,959   | 24         |
| 11       | Rubens Barrichello   | Brawn-Mercedes       | 1:49,616  | + 0,966   | 30         |
| 12       | Adrian Sutil         | Force India-Mercedes | 1:49,710  | + 1,060   | 31         |
| 13       | Jarno Trulli         | Toyota               | 1:49,795  | + 1,145   | 29         |
| 14       | Kimi Räikkönen       | Ferrari              | 1:49,941  | + 1,291   | 29         |
| 15       | Nakadzsima Kazuki    | Williams-Toyota      | 1:50,023  | + 1,373   | 34         |
| 16       | Giancarlo Fisichella | Ferrari              | 1:50,253  | + 1,603   | 31         |
| 17       | Sébastien Buemi      | Toro Rosso-Ferrari   | 1:50,527  | + 1,877   | 29         |
| 18       | Vitantonio Liuzzi    | Force India-Mercedes | 1:50,605  | + 1,955   | 28         |
| 19       | Romain Grosjean      | Renault              | 1:50,972  | + 2,322   | 17         |
| 20       | Jaime Alguersuari    | Toro Rosso-Ferrari   | 1:51,423  | + 2,773   | 25         |

### Harmadik szabadedzés
A szingapúri nagydíj harmadik szabadedzését szeptember 26-án szombaton tartották, helyi idő szerint 19:00 és 20:00 között, azaz közép-európai idő szerint 13:00 és 14:00 óra között.
| Helyezés | Versenyző            | Csapat/Motor         | Elért idő | Különbség | Futott kör |
| -------- | -------------------- | -------------------- | --------- | --------- | ---------- |
| 1        | Lewis Hamilton       | McLaren-Mercedes     | 1:47,632  | −         | 15         |
| 2        | Sebastian Vettel     | Red Bull-Renault     | 1:47,909  | + 0,277   | 17         |
| 3        | Nico Rosberg         | Williams-Toyota      | 1:48,332  | + 0,700   | 18         |
| 4        | Heikki Kovalainen    | McLaren-Mercedes     | 1:48,420  | + 0,788   | 14         |
| 5        | Robert Kubica        | BMW Sauber           | 1:48,501  | + 0,869   | 16         |
| 6        | Nick Heidfeld        | BMW Sauber           | 1:48,526  | + 0,894   | 13         |
| 7        | Rubens Barrichello   | Brawn-Mercedes       | 1:48,551  | + 0,919   | 16         |
| 8        | Timo Glock           | Toyota               | 1:48,673  | + 1,041   | 17         |
| 9        | Sébastien Buemi      | Toro Rosso-Ferrari   | 1:48,754  | + 1,122   | 17         |
| 10       | Jarno Trulli         | Toyota               | 1:48,757  | + 1,125   | 12         |
| 11       | Nakadzsima Kazuki    | Williams-Toyota      | 1:48,831  | + 1,199   | 17         |
| 12       | Kimi Räikkönen       | Ferrari              | 1:48,864  | + 1,232   | 16         |
| 13       | Mark Webber          | Red Bull-Renault     | 1:48,976  | + 1,344   | 15         |
| 14       | Jenson Button        | Brawn-Mercedes       | 1:48,921  | + 1,289   | 17         |
| 15       | Fernando Alonso      | Renault              | 1:49,032  | + 1,400   | 15         |
| 16       | Vitantonio Liuzzi    | Force India-Mercedes | 1:49,055  | + 1,423   | 16         |
| 17       | Adrian Sutil         | Force India-Mercedes | 1:49,122  | + 1,490   | 17         |
| 18       | Jaime Alguersuari    | Toro Rosso-Ferrari   | 1:49,399  | + 1,767   | 17         |
| 19       | Romain Grosjean      | Renault              | 1:49,641  | + 2,009   | 16         |
| 20       | Giancarlo Fisichella | Ferrari              | 1:50,039  | + 2,407   | 31         |

## Időmérő edzés
A szingapúri nagydíj időmérő edzését szeptember 26-án, szombaton futották, helyi idő szerint 22:00 és 23:00 között, azaz közép-európai idő szerint 16:00 és 17:00 óra között. Lewis Hamilton indulhatott az első rajtkockából.

### Az edzés végeredménye
| Helyezés | Versenyző            | Csapat/Motor         | 1. rész  | 2. rész  | 3. rész  |
| -------- | -------------------- | -------------------- | -------- | -------- | -------- |
| 1        | Lewis Hamilton       | McLaren-Mercedes     | 1:46.977 | 1:46.657 | 1:47.891 |
| 2        | Sebastian Vettel     | Red Bull-Renault     | 1:47.541 | 1:46.362 | 1:48.204 |
| 3        | Nico Rosberg         | Williams-Toyota      | 1:47.390 | 1:46.197 | 1:48.348 |
| 4        | Mark Webber          | Red Bull-Renault     | 1:47.646 | 1:46.328 | 1:48.722 |
| 5        | Rubens Barrichello   | Brawn-Mercedes       | 1:47.397 | 1:46.787 | 1:48.828 |
| 6        | Fernando Alonso      | Renault              | 1:47.757 | 1:46.767 | 1:49.054 |
| 7        | Timo Glock           | Toyota               | 1:47.770 | 1:46.707 | 1:49.180 |
| 8        | Nick Heidfeld        | BMW Sauber           | 1:47.347 | 1:46.832 | 1:49.307 |
| 9        | Robert Kubica        | BMW Sauber           | 1:47.615 | 1:46.813 | 1:49.514 |
| 10       | Heikki Kovalainen    | McLaren-Mercedes     | 1:47.542 | 1:46.842 | 1:49.778 |
| 11       | Nakadzsima Kazuki    | Williams-Toyota      | 1:47.637 | 1:47.013 |          |
| 12       | Jenson Button        | Brawn-Mercedes       | 1:47.180 | 1:47.141 |          |
| 13       | Kimi Räikkönen       | Ferrari              | 1:47.293 | 1:47.177 |          |
| 14       | Sébastien Buemi      | Toro Rosso-Ferrari   | 1:47.677 | 1:47.369 |          |
| 15       | Jarno Trulli         | Toyota               | 1:47.690 | 1:47.413 |          |
| 16       | Adrian Sutil         | Force India-Mercedes | 1:48.231 |          |          |
| 17       | Jaime Alguersuari    | Toro Rosso-Ferrari   | 1:48.340 |          |          |
| 18       | Giancarlo Fisichella | Ferrari              | 1:48.350 |          |          |
| 19       | Romain Grosjean      | Renault              | 1:48.544 |          |          |
| 20       | Vitantonio Liuzzi    | Force India-Mercedes | 1:48.792 |          |          |

## Futam
A szingapúri nagydíj futama szeptember 27-én, vasárnap, helyi idő szerint 20:00 órakor vette kezdetét, azaz közép-európai idő szerint 14:00 órakor.
| Helyezés | Rajtszám | Versenyző            | Csapat/Motor         | Futott kör | Idő/Kiesés oka   | Rajthely | Pont |
| -------- | -------- | -------------------- | -------------------- | ---------- | ---------------- | -------- | ---- |
| 1        | 1‡       | Lewis Hamilton       | McLaren-Mercedes     | 61         | 1h56:06,337      | 1        | 10   |
| 2        | 10       | Timo Glock           | Toyota               | 61         | + 9,634          | 6        | 8    |
| 3        | 7        | Fernando Alonso      | Renault              | 61         | + 16,624         | 5        | 6    |
| 4        | 15       | Sebastian Vettel     | Red Bull-Renault     | 61         | + 20,621         | 2        | 5    |
| 5        | 22       | Jenson Button        | Brawn-Mercedes       | 61         | + 30,015         | 11       | 4    |
| 6        | 23       | Rubens Barrichello   | Brawn-Mercedes       | 61         | + 31,858         | 9        | 3    |
| 7        | 2‡       | Heikki Kovalainen    | McLaren-Mercedes     | 61         | + 36,157         | 8        | 2    |
| 8        | 5        | Robert Kubica        | BMW Sauber           | 61         | + 55,054         | 7        | 1    |
| 9        | 17       | Nakadzsima Kazuki    | Williams-Toyota      | 61         | + 56,054         | 10       |      |
| 10       | 4‡       | Kimi Räikkönen       | Ferrari              | 61         | + 58,892         | 12       |      |
| 11       | 16       | Nico Rosberg         | Williams-Toyota      | 61         | + 59,777         | 3        |      |
| 12       | 9        | Jarno Trulli         | Toyota               | 61         | + 1:13,009       | 14       |      |
| 13       | 3‡       | Giancarlo Fisichella | Ferrari              | 61         | + 1:19,890       | 17       |      |
| 14       | 21       | Vitantonio Liuzzi    | Force India-Mercedes | 61         | + 1:33,502       | 19       |      |
| Ki       | 11       | Jaime Alguersuari    | Toro Rosso-Ferrari   | 47         | Fékhiba          | 16       |      |
| Ki       | 12       | Sébastien Buemi      | Toro Rosso-Ferrari   | 47         | Váltóhiba        | 13       |      |
| Ki       | 14       | Mark Webber          | Red Bull-Renault     | 45         | Fékhiba          | 4        |      |
| Ki       | 20       | Adrian Sutil         | Force India-Mercedes | 23         | Baleseti sérülés | 15       |      |
| Ki       | 6        | Nick Heidfeld        | BMW Sauber           | 19         | Ütközés          | 20       |      |
| Ki       | 8        | Romain Grosjean      | Renault              | 3          | Fékhiba          | 18       |      |

* A ‡-tel jelzett autók használták a KERS-t.

## A világbajnokság élmezőnyének állása a verseny után
| H   | Versenyzők         | Pont | H   | Konstruktőrök        | Pont  |
| --- | ------------------ | ---- | --- | -------------------- | ----- |
| 1.  | Jenson Button      | 84   | 1.  | Brawn-Mercedes       | 153   |
| 2.  | Rubens Barrichello | 69   | 2.  | Red Bull-Renault     | 110,5 |
| 3.  | Sebastian Vettel   | 59   | 3.  | Ferrari              | 62    |
| 4.  | Mark Webber        | 51,5 | 4.  | McLaren-Mercedes     | 59    |
| 5.  | Kimi Räikkönen     | 40   | 5.  | Toyota               | 46,5  |
| 6.  | Lewis Hamilton     | 37   | 6.  | Williams-Toyota      | 30,5  |
| 7.  | Nico Rosberg       | 30,5 | 7.  | Renault              | 26    |
| 8.  | Fernando Alonso    | 26   | 8.  | BMW Sauber           | 21    |
| 9.  | Timo Glock         | 24   | 9.  | Force India-Mercedes | 13    |
| 10. | Jarno Trulli       | 22,5 | 10. | Toro Rosso-Ferrari   | 5     |

## Statisztikák
Vezető helyen:
- Lewis Hamilton: 57 (1-46 / 51-61)
- Fernando Alonso: 4 (47-50)

Lewis Hamilton 11. győzelme, 16. pole-pozíciója, Fernando Alonso 13. leggyorsabb köre.
- McLaren 164. győzelme.

Fernando Alonso utolsó dobogója a Renault-val, Timo Glock utolsó dobogója és versenye a Toyota-val.